# Apoštolská administratura
Apoštolská administratura označuje v kanonickém právu katolické církve určitou část církve, která ze zcela zvláštních důvodů nebyla ustanovena jako diecéze; jejím ordinářem je proto apoštolský administrátor.

## Definice kanonického práva
Apoštolskou administraturu definuje kánon 371 § 2 Kodexu kanonického práva následujícím způsobem:
Apoštolská administratura je určitá část božího lidu, kterou ze zcela zvláštních a závažných důvodů papež nezřídil jako diecézi, ale byla svěřena do pastýřské péče apoštolskému administrátorovi, který ji řídí jménem papeže.
Apoštolské administratury jsou obvykle zřizovány v zemích, kde je pouze malý počet věřících, nebo které jsou z nějakého důvodu problematické, např. kvůli politickému pronásledování církve.

## Apoštolské administratury
V červnu 2023 existují následující apoštolské administratury (není-li řečeno jinak, jde o jurisdikci nad římskými katolíky):
- Apoštolská administratura Atyrau na západě Kazachstánu (od 1999)
- Apoštolská administratura Kavkazu pro Gruzii a Arménii (od 1993)
- Apoštolská administratura Estonska (od 1924)
- Apoštolská administratura Harbinu v Číně (od 1935)
- Apoštolská administratura Ťin-men a Ma-Cu pro Fu-ťien – ostrovy v Tchajwanském průlivu pod správou Tchaj-wanu (od 1968)
- Apoštolská administratura Kyrgyzstánu (od 2006)
- Apoštolská administratura Uzbekistánu (od 2005)
- Apoštolská administratura Jižní Albánie (od 1939) – pro katolíky latinského i byzantského obřadu
- Apoštolská administratura Kazachstán a Střední Asie Ukrajinské řeckokatolické církve (od 2019)
- Apoštolská administratura v Bělorusku Běloruské řeckokatolické církve (od 2023)
- Osobní apoštolská administratura svatého Jana Maria Vianney (od 2002) – na území diecéze Campos v Brazílii, slouží v mimořádné (předkoncilní) formě římského ritu

## Apoštolský administrátor
Apoštolský administrátor je prelát (může to být kněz nebo biskup) ustanovený papežem, aby jako ordinář vykonával správu nad apoštolskou administraturou, nad diecézí, která nemá biskupa, nebo (výjimečně) nad diecézí, jejíž biskup nemůže správu vykonávat. Podle toho se rozlišuje:
- Stálý apoštolský administrátor – správce apoštolské administratury. Kanonické právo jej staví na roveň diecéznímu biskupovi.
- Apoštolský administrátor sede vacante – správce diecéze v mezidobí od smrti či rezignace diecézního biskupa do ustanovení nového stálého biskupa. Přestože standardním postupem v takovém případě je volba administrátora diecéze (volí ho sbor konzultorů), v mimořádných případech může papež správce diecéze jmenovat. Tak např. František Tomášek byl v letech 1965–1977 apoštolským administrátorem pražské arcidiecéze (pražským arcibiskupem byl jmenován až v prosinci 1977) či Josef Vrana v letech 1973–1987 apoštolským administrátorem arcidiecéze olomoucké; při odvolání trnavského arcibiskupa Róberta Bezáka v roce 2012 byl zároveň jmenován apoštolským administrátorem tehdejší světící biskup Ján Orosch.
- Apoštolský administrátor sede plena - správce diecéze v době, kdy diecézní biskup nemůže vykonávat správu diecéze ze závažného, ale z povahy věci dočasného důvodu (např. dlouhodobé nemoci). Tak např. Dominik Duka byl v letech 2004–2008 apoštolským administrátorem litoměřické diecéze (v té době byl současně sídelním biskupem královéhradeckým) či Cyril Vasiľ byl v letech 2020–2021 apoštolským administrátorem košické eparchie. Martin David byl v letech 2020–2023 apoštolským administrátorem ostravsko-opavské diecéze.